# 奥村易直
奥村 易直 （おくむら やすなお、享保13年（1728年） - 寛保3年6月18日（1743年8月7日）） は、加賀藩の加賀八家奥村分家第7代当主。
父は奥村温良。兄弟は奥村保命、奥村修古、奥村煕殷。幼名丹三郎。通称兵部。別名端則。

## 生涯
享保13年（1728年）、加賀藩年寄奥村温良の四男として生まれる。元文2年（1737年）、父温良の家督を継いだばかりの兄保命が家臣笹田新右衛門に殺害される。御家断絶を心配した叔父の横山貴林らが、相談の上で急病死と届けたものの、家中に殺害の噂が広まっており、遺書を残して自害、新右衛門は殉死と届け直した。弟の易直が相続者と目されたが、易直の生母が殺害した新右衛門の実父三浦藤右衛門に嫁いでいた関係で、保命の生母が相続に猛反対した。結局、保命の家督は断絶、改めて易直が父温良の家督を7500石を減じられ1万石で相続することを許された。寛保3年（1743年）没。享年16。家督は弟の煕殷が相続するも早世し、一門奥村成象が養子となってその跡を継いだ。